# Sierra del Gistral
La sierra del Gistral (en gallego: serra do Xistral) es parte del macizo montañoso de la península ibérica que separa la comarca de Tierra Llana del Miño del mar; las otras son la sierra de la Tojiza y la de Carba. Ocupa los municipios de As Pontes de García Rodríguez, Abadín, Alfoz, Mondoñedo, Muras, Ourol, Valadouro, Vilalba, Xermade, Xove, Viveiro y Cervo.
La sierra del Xistral pertenece a las cuencas del mar Cantábrico (Landro, Oro y Masma), en la Tierra Llana del Miño por Abadín, y en el río Sor y en el río Eume. La sierra del Xistral y la ribera del Río Sor están declaradas espacios naturales protegidos y son lugares de importancia comunitaria.

## Geografía y geología

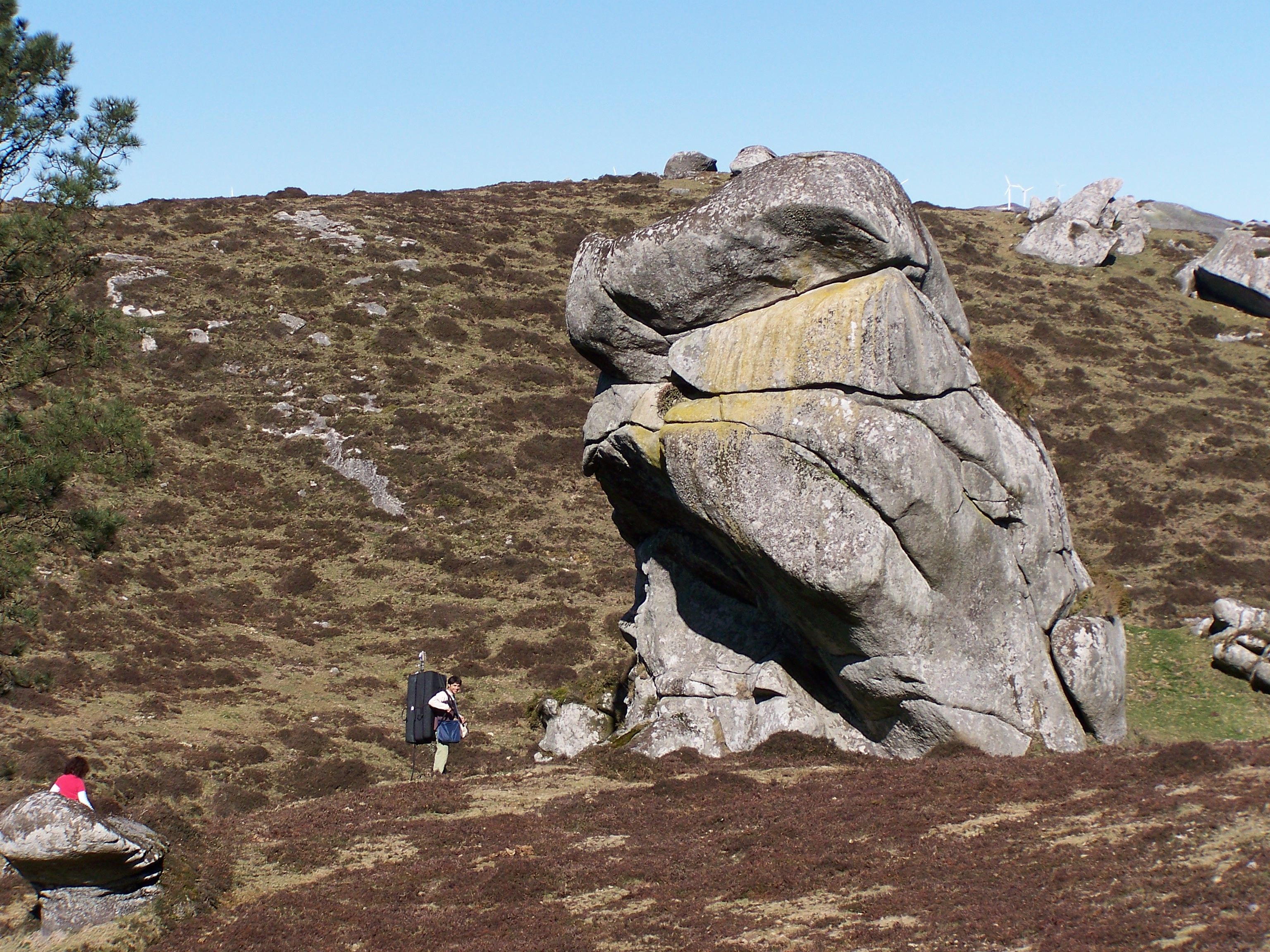
Cuarcita del Gistral, en Abadín.

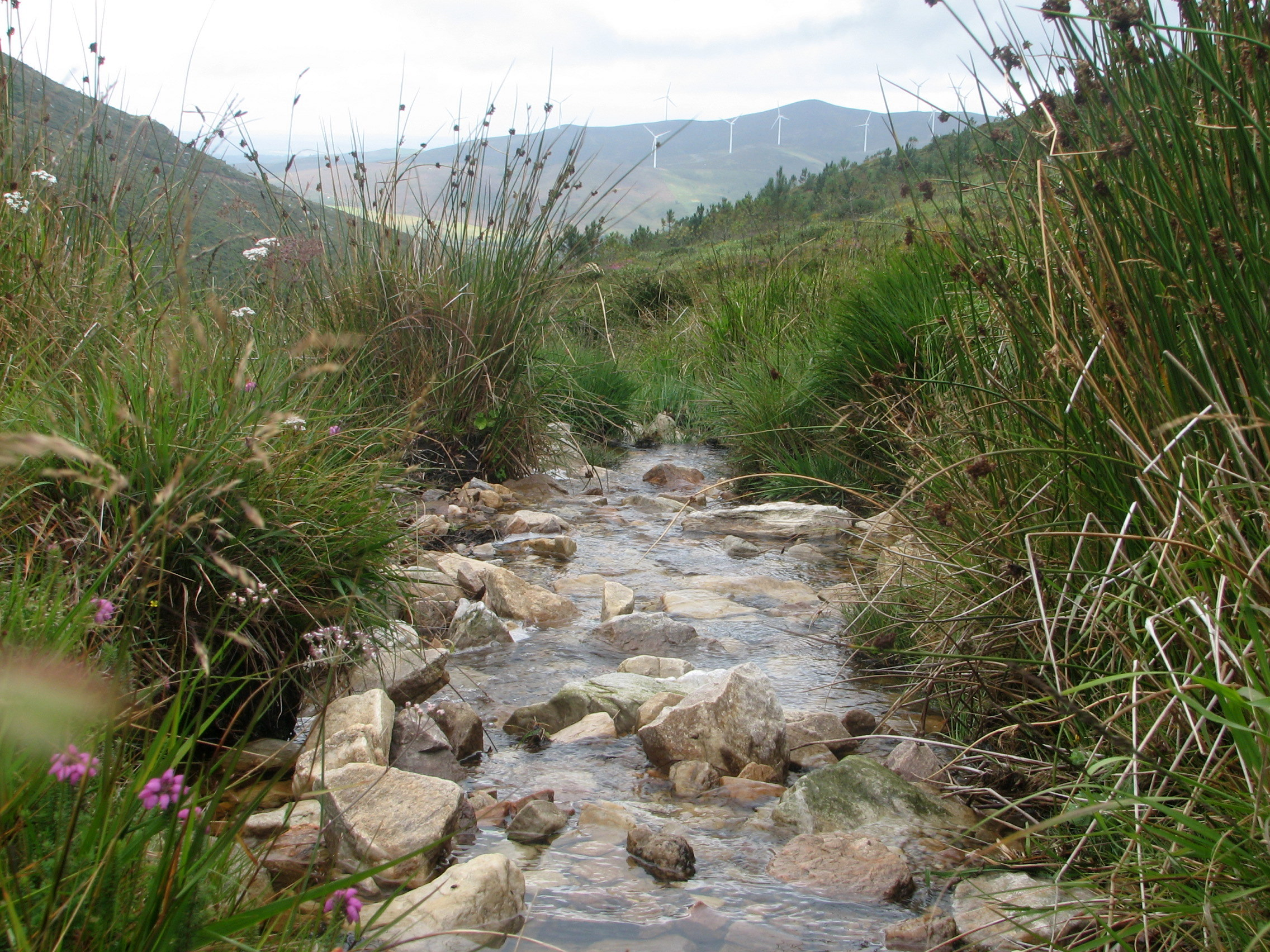
Nacimiento del río Landro, en el Gistral.

### Orografía
La Sierra del Xistral ocupa 22 964 ha y su altura máxima son los 1046 m del pico Cuadramón.

### Hidrografía
La Sierra del Xistral vierte sus aguas al Cantábrico (ríos Landro, Oro y Masma), en la Tierra Llana por Abadín, y en el río Sor y el río Eume.

### Clima
Esta sierra tiene un clima de montaña influenciado por el clima oceánico. Las precipitaciones son abundantes y regulares, al igual que las temperaturas.
Es la zona de España que menos sol recibe y la frecuente niebla procedente del mar que recorre las llanuras elevadas de la sierra del Xistral deja abundante lluvia y humedad que empapa sus extensas turberas de pastos.
Los vientos baten durante prácticamente todo el año los montes, donde se encuentra una apreciada roca denominada Cuarcita del Xistral.

## Flora y fauna
En el Xistral, habitan caballos salvajes y prosperan especies endémicas, como el buño, la Drossera intermedia y diversas especies de musgos y brezales húmedos atlánticos de zonas tibias de Erica ciliaris y Erica tetralix, brezales secos europeos y brezales ortomediterráneos endémicas con tojo. Destaca la presencia de aguas oligotróficas con contenido de minerales muy bajo de las llanuras arenosas (Litorelletalia uniflorae), lagunas eutróficas naturales con vegetación Magnopotamion o Hydrocharition, lagunas y estanques distróficos naturales, ríos de pisos de planicie a montano con vegetación de Ranunculion fluitantis y de Callitricho-batrachion, formaciones herbosas con Nardus, con numerosas especies, sobre substratos silíceos de zonas montañosas (y de zonas submontañosas de Europa continental), turberas de cobertor, depresiones sobre substratos turbosos de Rhynchosporion, bosques aluviales de alisos, fresnos de río, Alno-padion, Alnion incanae y sauces, junto con bosques de acebos.
Entre la fauna, destaca el lagarto verdinegro y la lagartija de turbera, que encuentra en esta sierra una de las pocas localidades de presencia en Galicia y que, además, tiene aquí su límite occidental de distribución en la península ibérica. Se hallan especies propias de zonas abiertas como los aguiluchos, o de zonas montañosas como la lagartija de la sierra, o de zonas húmedas, como la agachadiza común. Otras especies a destacar son el lúgano, el alcaudón dorsirrojo , el alcaudón real, la curruca rabilarga y la salamandra rabilarga. En la actualidad, se puede encontrar algún ejemplar del Canis lupus signatus (lobo ibérico) y también del Jabalí (albar), todos ellos en plena libertad.